# Pra-Hamlet
Pra-Hamlet (z niemiecka nazywany Ur-Hamlet) – zaginiona sztuka, będąca źródłem dla Hamleta Williama Szekspira. Przypuszcza się, że autorem tej nieznanej tragedii elżbietańskiej był Thomas Kyd, twórca Tragedii hiszpańskiej.